# Couëron
Couëron är en kommun i departementet Loire-Atlantique i regionen Pays de la Loire i nordvästra Frankrike. Kommunen ligger i kantonen Saint-Étienne-de-Montluc som tillhör arrondissementet Nantes. År 2022 hade Couëron 23 541 invånare.

## Befolkningsutveckling
Antalet invånare i kommunen Couëron
| Referens: INSEE |